# Showgirls (programma televisivo)
Showgirls è stato un programma televisivo andato in onda sul canale satellitare Happy Channel e condotto da Sergio Volpini e dalla modella Monique Sluyter.

## Il programma
È andato in onda dal 5 settembre al 31 dicembre 2005 in tarda serata, in sostituzione delle repliche del celebre Colpo grosso di Umberto Smaila, programma di cui venne considerato il remake.
Come il suo predecessore, il gioco consisteva in una serie di prove che le concorrenti dovevano superare.